# 四叠半王国回忆录
《四叠半王国回忆录》，是日本小说家森见登美彦的短篇小说集。单行本于2011年1月28日在新潮社发行，文库本于2013年6月26日在新潮文库发行。

## 摘要
本作品由七篇以京都市为舞台的小说组成，以森见登美彦作品中经常出现的四叠半元素为轴展开故事。由于作品中有许多出现在其他作品中的人物，所以说这部作品为森见四叠半并行世界的最高水平之作也不足为过。这部作品的题目使人联想到森见的另一部作品《四叠半神话大系》，据作者说，这个题目是对于《四叠半神话大系》的漫画化所带来的知名度上升的巧妙活用，本作品中除了四叠半的元素会频繁出现以外，与《神话大系》几乎没有什么关联。

### 收录篇目
- 四叠半王国建国史
- 蜗牛的触角
- 盛夏的短裤
- 大日本凡人会
- 四叠半统一委员会
- Goodbye
- 四叠半王国开国史

## 登场人物
余
《四叠半王国建国史》和《四叠半王国开国史》的叙事者，是君临四叠半王国的主人，住在法然院学生公寓的一层，“コ”字上面一横中间的房间。自从研究薛定谔方程遇到挫折后，大学生活变得复杂起来，于是就建立了四叠半王国。从作为国土的四叠半房间的墙壁和天花板开始，余为了扩张不断努力，为了创造自己丰饶的世界而奋斗者

### 其他作品中的人物
穿浴衣和服的男人（樋口）
在《蜗牛的触角》中登场，被推定为《四叠半神话大系》的登场人物。住在下鸭幽水庄，总是穿着一件薄薄的脏浴衣和服，生着胡茬的身分不明的男子。好像与丹波有交往，会打和某些双亲不知道的治疗相关的电话。
ぬらりひょん (小津)
在《蜗牛的触角》和《四叠半统一委员会》登场，推定为《四叠半神话大系》的登场人物。是一个脸上浮现出嘲笑世间万物的妖怪般微笑的青年。也有作为图书馆警察和个人信息计划室室长，管理会议的一面。
文学青年一样的男子
在《蜗牛的触角》中登场。推定为《四叠半神话大系》的登场人物。会在控诉双亲所不知的痛苦同时，和小津用馒头把嘴塞得满满的。
少女
在《蜗牛的触角》中登场，推定为《四叠半神话大系》的登场人物。有着冷静的眉毛和黑色头发的少女。在杂乱的四叠半空间里被妖怪一样的男人围着的她会静静地用馒头把两颊塞到鼓起来。
茅野士郎
在《蜗牛的触角》中登场。推定为《[新译]<奔跑吧梅洛斯>及其他四篇》的登场人物，参与了诡辩论部。受到丹波的指导去鞍马山进行修行，遭遇到了灾难的威胁。
芹名
在《盛夏的短裤》和《四叠半统一委员会》中登场。推定为《[新译]<奔跑吧梅洛斯>及其他四篇》的登场人物，和茅野同为诡辩论部的一员。兴趣是在诡辩论部的联络用告示板上写写画画和玩拉丁文的文字游戏。
淀川教授
在《蜗牛的触角》中登场。推定为《有顶天家族》的登场人物。除了在大学教授营养学，还热衷探索世界各地的美食。对于狸猫有异乎寻常的喜爱，所以被起了“狸教授”的外号。不擅长应对爬虫类。

### 大日本凡人会
大日本凡人会聚集了以成为凡人为目标的非凡人物。“虽然有着特殊能力，但是为了世界而不去使用。”是以这个这句话为信条在法然院学生宿舍定期开会的团体。《大日本凡人会》的一章据说是“某位学生自主制作电影的原案”，与其他章节的关系不明确。虽然与本作无关，但《情书的技术》一文中有出现名叫“大日本少女会”的组织。
丹波
在《蜗牛的触角》《大日本凡人会》和《Goodbye》中登场。被人称作“曼陀林街头传教”，在鸭川三角洲的突出处讲授人生哲学，有对路过的人读心的能力，是迷茫的学生更加迷茫。和在《情书的技术》中的谷口一样，有着一把绷着《般若心经》的曼陀林琴。
数学氏
在《大日本凡人会》中登场。对数学有无比的热爱，独自创造出了一个妄想的数学世界。他的数学证明已经到了魔境的地步。成功通过“SHIBA计划”让柴犬出现在十字路口东北角一百万次。他集大成的证明终于证明了女朋友的存在。
马赛克氏
在《大日本凡人会》中登场，研究生。是团体中最年长的一位。能自由操纵AV中的马赛克。
凹氏
在《大日本凡人会》中登场。有在精神不振的时候，将身边的物品变凹的能力。
无名君
在《大日本凡人会》中登场，团体中最年轻的新人。有不管和什么样的团体交往都不被注意到的能力，在所有的毕业照片中都没有被照到。由于在一部学生自主制作电影中被拍摄到，不怀好意地访问了大日本凡人会。

### 其他
图书馆警察忘年会干事（《蜗牛的触角》中登场）

三浦

人間関係研究会

铃木

枫

柊

桃谷

初音

## 术语等
法然院学生公寓
位于京都府东山山麓，巨大的“コ”字形三层钢筋水泥建筑。在学生动乱时期建造，废墟一样幽暗而荒凉。一出玄关，哲学的道路就宽广了起来。各个房间由粗铁管连接，时不时地有“哐哐”的响声，好像有谁在敲着一样。还有每晚不知何处的居民走来走去的声音。屋顶上还有为祭祀阿呆神而设置的牌位，各种各样傻里傻气的学生每天都来奉上供品。
阿呆神
支配全宇宙的四叠半房间的存在，统治所有傻气学生的神明。穿着黄底紫水晶花纹的短裤，一直跳着奇怪的舞蹈。
四叠半统治委员会
以“将世界四叠半化”和“信仰阿呆神”为目的在大学形成的组织。委员全员都带着正方形的“四叠半手帐”。虽然据说会有名字奇怪的仪式，如“翻筋斗跳舞”和“小Peko的忧郁”，这个组织是否存在尚无定论，迷雾重重。
下鸭幽水庄
下鸭神社以东，不知建成多少年的古老公寓，在《四叠半神话大系》中也有登场。